# 애덤 데드마시
애덤 리처드 데드마시(영어: Adam Richard Deadmarsh, 1975년 5월 10일 ~ )는 미국의 은퇴한 아이스하키 선수로 현역 시절 포지션은 센터이다. 현역 이후 애벌랜치의 비디오 코디네이터와 어시스턴트 코치로 일했으며, 2011-12시즌이 끝난 후 같은 이유로 선수 생활이 끝난 지 9년 만에 뇌진탕 문제로 은퇴해야 했다.